# 广西花椒
广西花椒（学名：Zanthoxylum kwangsiense）为芸香科花椒属下的一个种。种加名 kwangsiense 意为“广西的”。